# 巴别乡
巴别乡，是中华人民共和国广西壮族自治区百色市田阳区下辖的一个乡镇级行政单位。

## 行政区划
巴别乡下辖以下地区：
巴别村、三坡村、德安村、德弄村、德爱村、大录村、大问村、花参村、弄朗村、新平村、陇怀村、陇合村和安宁村。